# Johannisnacht (Mainz)

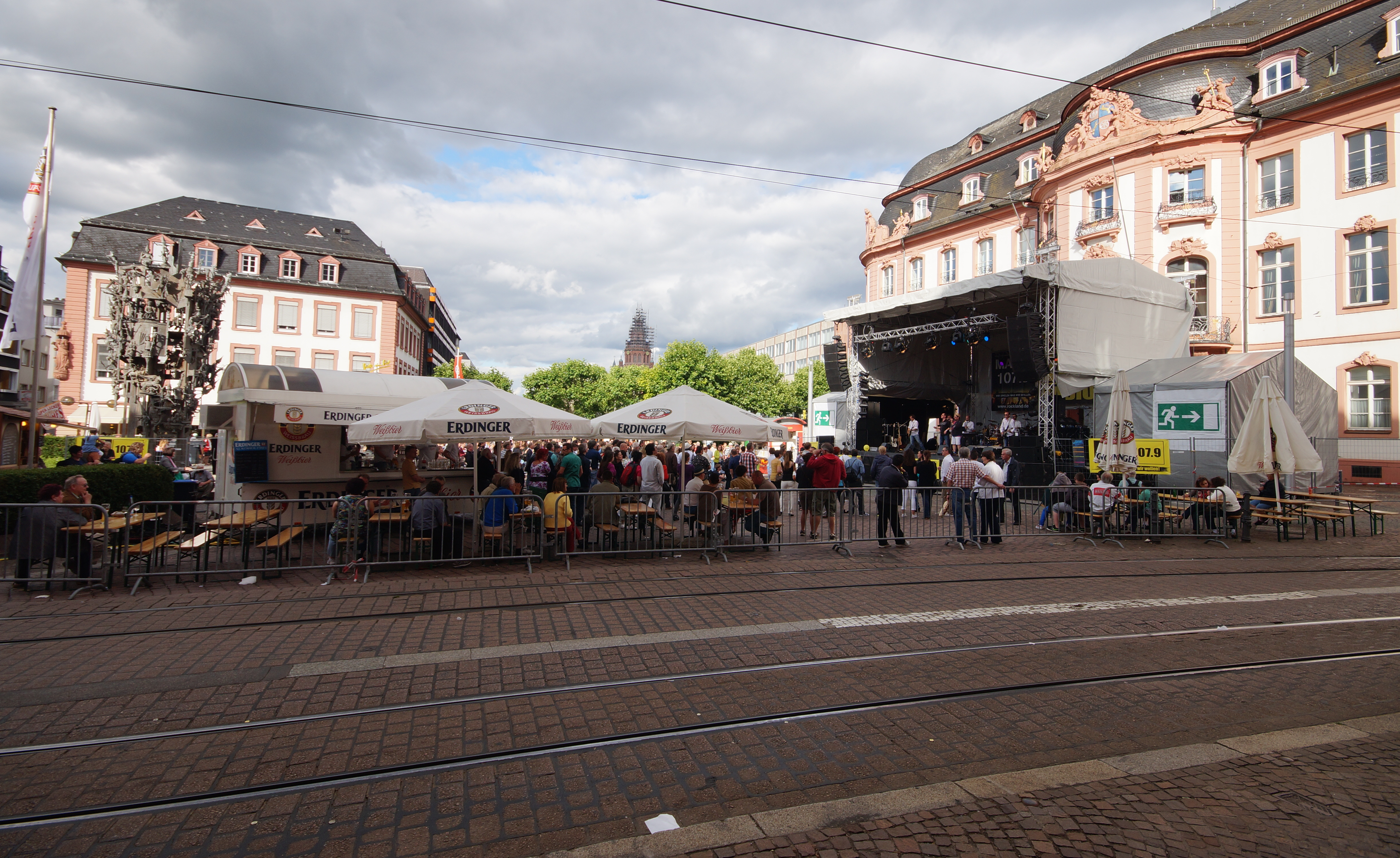
Feiern der Mainzer Johannisnacht auf dem Schillerplatz: Links der Fastnachtsbrunnen, rechts der Osteiner Hof

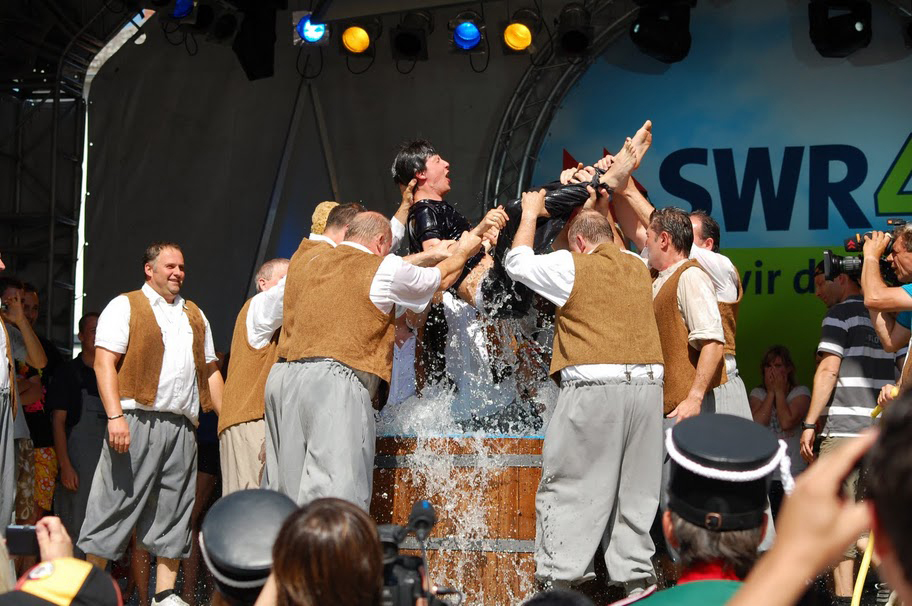
Mainzer Johannisnacht 2014, Gautschen

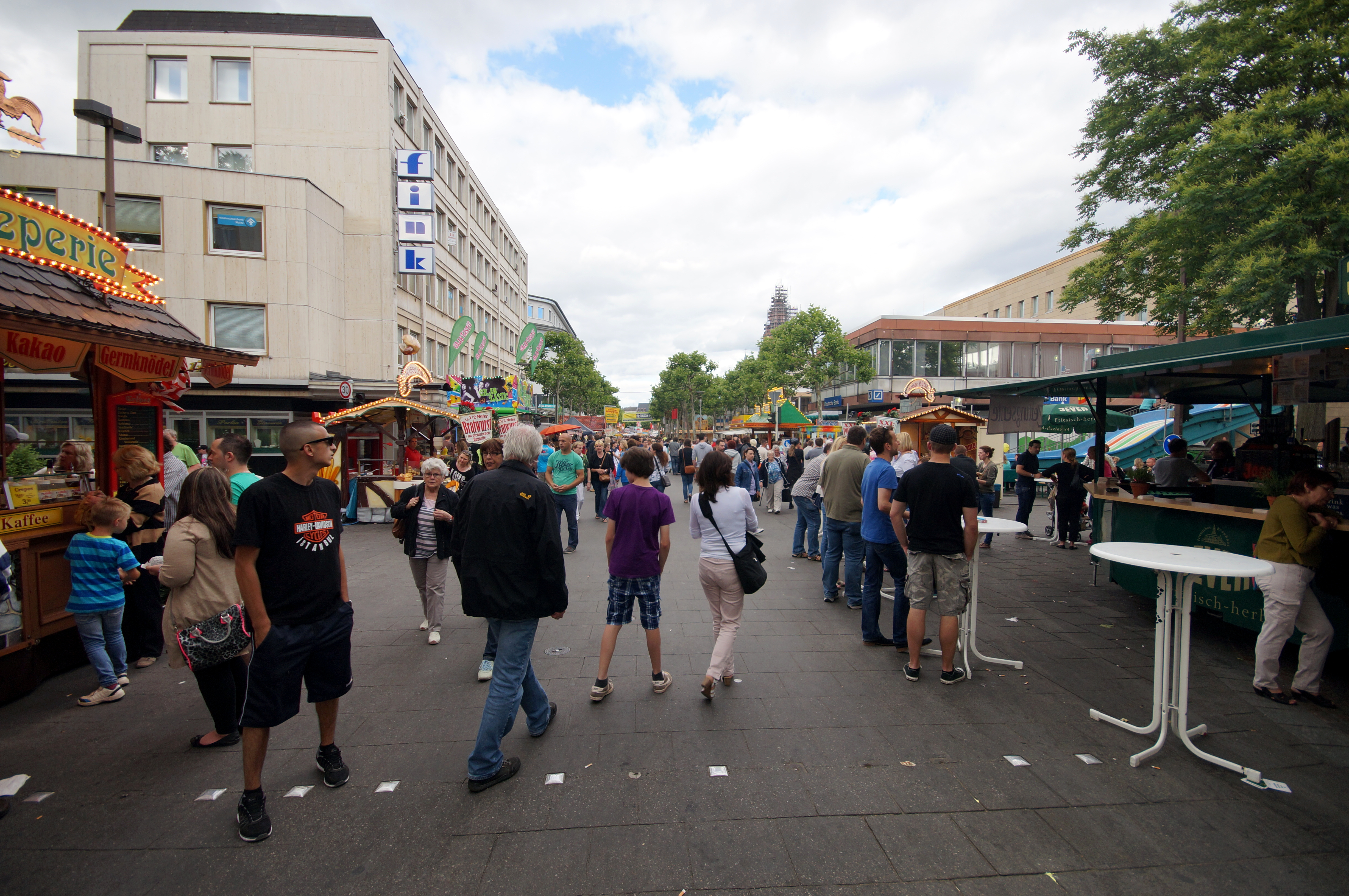
Die Johannisnacht auf der Ludwigsstraße

Die Mainzer Johannisnacht wurde 1968 erstmals durchgeführt und ist neben der Mainzer Fastnacht und dem Weinmarkt eines der drei großen Mainzer Volksfeste. Thematisch ist das Fest eng mit der Person Johannes Gutenbergs und der Außendarstellung von Mainz als Literatur- und Druckkunststadt verbunden. Die Mainzer Johannisnacht findet jedes Jahr jeweils an vier Tagen in zeitlicher Nähe zum Johannistag (24. Juni) statt und zieht weit über 500.000 Besucher an.

## Geschichte
Die Mainzer Johannisnacht wurde 1968 erstmals von der Stadt Mainz zum 500. Todestag von Johannes Gutenberg veranstaltet. Neben den rein akademischen Feiern zu diesem Anlass wurde durch Karl Delorme, selbst gelernter Buchdrucker und seinerzeit Sozialdezernent der Stadt Mainz, eine alte Buchdruckertradition aufgegriffen und ein großes öffentliches „Gautschen“, so genannt die Buchdruckertaufe, mit der die Sünden der Lehrjahre und der Bleistaub symbolisch abgewaschen werden, in historischen Kostümen öffentlich veranstaltet. Als Volksfest konzipiert sollte dies an die bis dahin im Bewusstsein der Mainzer Bevölkerung eher vernachlässigte Person Johannes Gutenbergs, den Mainzer Erfinder der Buchdruckkunst, erinnern.
In Anlehnung an die von den Buchdruckern seit alters her gefeierten Johannisfeste sollte die Veranstaltung den Namen „Mainzer Johannisnacht“ tragen.
Die „Mainzer Johannisnacht“ hat zwischenzeitlich einen spezifischen Charakter entwickelt, der den Festbereich im Herzen der Innenstadt entscheidend prägt.

## Mainzer Johannisnacht, Gutenberg und die Druckkunst
Die Festveranstaltungen rund um die Mainzer Johannisnacht waren von Anfang an eng mit der Person Gutenbergs und der Druckkunst verknüpft. Eine der publikumswirksamsten Teilveranstaltungen ist dabei das so genannte „Gautschen“ auf dem Liebfrauenplatz vor dem Gutenberg-Museum. Diese traditionelle Zeremonie im Buchdruckerhandwerk wird oft auch als Buchdruckertaufe bezeichnet. Ehemalige Auszubildende der Drucker- und Setzerbranche werden in der Öffentlichkeit als neu ausgebildete Gesellen ihrer Zunft in einen großen Wasserbottich (bei mehr oder weniger heftiger Gegenwehr) eingetaucht. Damit sollen die Sünden der Lehrzeit und der Bleistaub abgewaschen und die Drucker und Setzer gleichzeitig quasi als  Nachfolger Gutenbergs in die Berufsgilde der „Schwarzkünstler“ aufgenommen werden.
Am Ballplatz, rund um das Gutenbergmuseum und im Druckladen des Gutenbergmuseums finden am Festwochenende verschiedene themenbezogene Aktionen statt. Angeboten werden meist praktische Vorführungen von Kalligraphen und Papierschöpfern und es werden Drucktechniken demonstriert. Besucher können eigene Druckerzeugnisse wie beispielsweise Ablassbriefe oder Flugblätter unter fachkundiger Anleitung herstellen. Der Johannis-Büchermarkt, mittlerweile einer der größten antiquarischen Buch- und Grafikmärkte Deutschlands, findet zusätzlich am Wochenende (von Samstag bis Montag) rund um den Schiller- und Ballplatz statt.

## Mainzer Johannisnacht als Kulturfest
Den kulturellen Teil der Mainzer Johannisnacht bestreiten zum einen die sechs Musikbühnen in der Innenstadt. Hier wird den Besuchern ein breites Musikspektrum vom Schlager über Folkmusik bis Hard Rock dargeboten. Dazu kommen noch zahlreiche weitere Straßenmusikanten und -künstler sowie Musikgruppen, welche durch die Innenstadt ziehen. Auf der Bühne am Ballplatz wird zusätzlich Kabarett angeboten.
Ein großer Künstlermarkt findet sich längs des Rheinufers vom Kaisertor bis zum Fischtorplatz. In den Grünanlagen dort schließt sich dann das „Mainzer Culinarium“ der Mainzer Spitzenköche an. Die Mainzer Winzerschaft schenkt im Schatten des Domes auf dem Leichhof, sowie ab 2007 auch auf dem Markt, ihre Weine aus.

## Mainzer Johannisnacht als Volksfest
Eine traditionelle Komponente der Mainzer Johannisnacht ist das Schifferstechen. Es wurde 2006 für drei Jahre aus dem Programm gestrichen und fand 2009 wieder statt. Schifferstechen ist ein Kampf zweier Personen mit langen Stangen, die jeweils auf zwei Booten auf dem Rhein stehen. Es gilt dabei, den Gegner mit der Stange in den Rhein zu stoßen.
Zusätzlich finden sich bei der Mainzer Johannisnacht umfangreiche Fahrgelegenheiten (Riesenrad, Achterbahn, …), Imbissstände und Winzer aus der gesamten Umgebung. 
Der Drei-Brücken-Lauf ist seit vielen Jahren fester sportlicher Bestandteil der Johannisnacht. Am knapp 8 km langen Volkslauf entlang des Rheinufers nehmen regelmäßig über 500 Läuferinnen und Läufer teil.

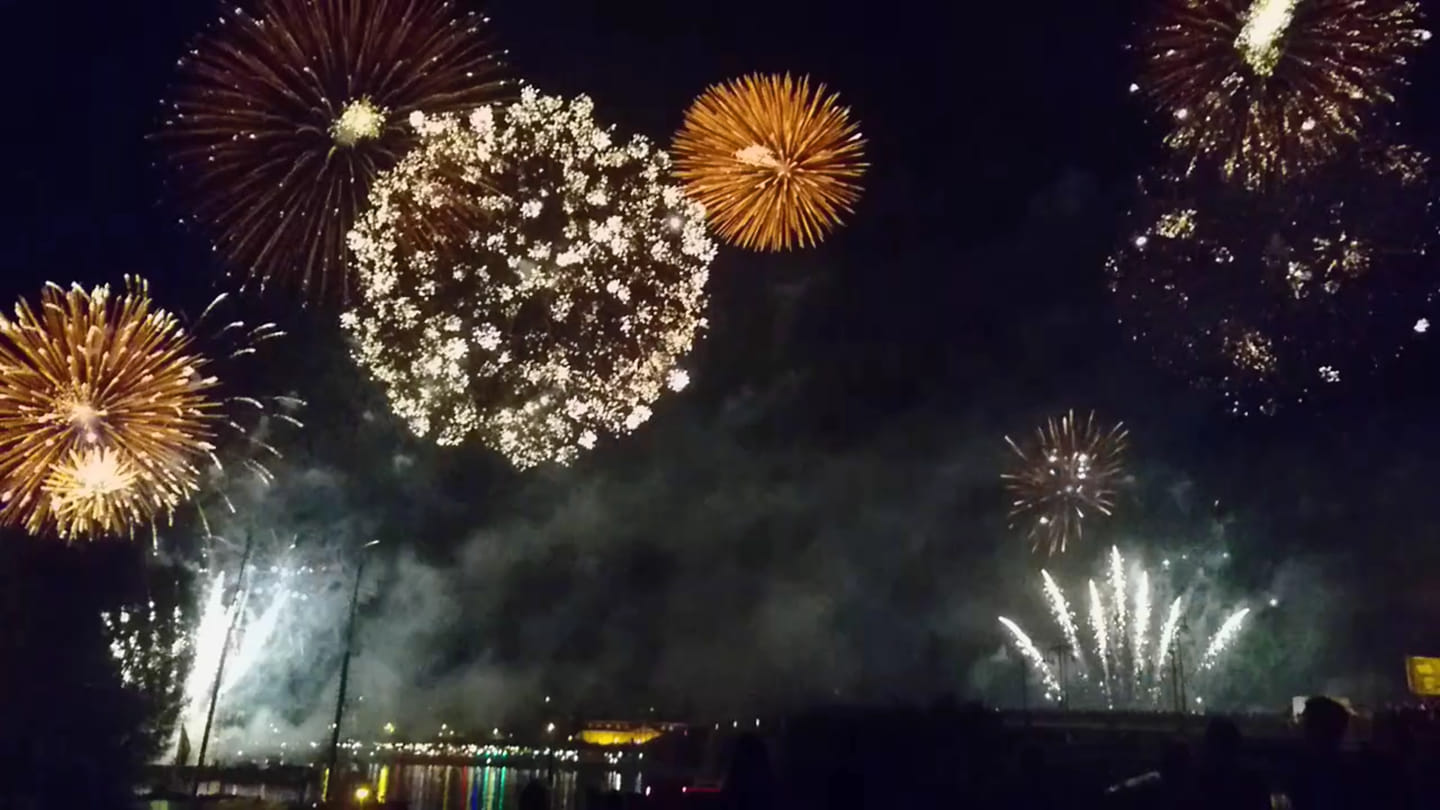
Feuerwerk aus dem Jahr 2018 bei der Johannisnacht

Ausklang der Johannisnacht ist stets ein Rheinfeuerwerk am Montagabend.